# Carduus merxmuelleri
Carduus merxmuelleri là một loài thực vật có hoa trong họ Cúc. Loài này được Kazmi mô tả khoa học đầu tiên năm 1964.